# Partido judicial de Cazorla
El partido judicial de Cazorla es uno de los 85 partidos judiciales en los que se divide la comunidad autónoma de Andalucía y creado por Real Decreto en 1983, como número ocho de los diez en que se divide la provincia de Jaén, en España.

## Ámbito geográfico
| Partido Judicial | Capital de partido | Municipios que comprende                                                                                    |
| ---------------- | ------------------ | --- |
| 8                | Cazorla            | Cazorla, Chilluévar, Hinojares, Huesa, La Iruela, Larva, Peal de Becerro, Pozo Alcón, Quesada y Santo Tomé. |